# جورج أكياما
جورج أكياما (باليابانية: ジョージ秋山)، من مواليد 27 أبريل 1943 في أشيكاغا، هو رسام أنمي ياباني.

## من أعماله
- Haguregumo

## روابط خارجية
- جورج أكياما على موقع IMDb (الإنجليزية)
- جورج أكياما على موقع قاعدة بيانات الفيلم (الإنجليزية)
- جورج أكياما على موقع ANN person (الإنجليزية)